# John C. Rice
Pour les personnes ayant le même patronyme, voir Rice.
John C. Hilburg dit John C. Rice, né le 7 avril 1858 dans le comté de Sullivan (État de New York) et décédé le 5 juin 1915 à Philadelphie, est un acteur américain.
Il est célèbre pour avoir joué dans le film The Kiss de William Heise en 1896 où il donnait un baiser à l'actrice May Irwin dans ce qui est considéré comme le premier baiser de l'histoire du cinéma.

## Filmographie
- 1896 : The Kiss, de William Heise : Billie Bikes, avec May Irwin (la veuve Jones)
- 1900 : The Kleptomaniacs, d'Arthur Marvin, avec Sally Cohen (épouse de John C. Rice à la ville).